# Джурин (гміна)
Гміна Джурин — сільська гміна у Чортківському повіті Тернопільського воєводства Другої Речі Посполитої. Адміністративним центром гміни було село Джурин.
Гміна утворена 1 серпня 1934 року в рамках нового закону про самоврядування (23 березня 1933 року).
Площа гміни — 36,66 км²
Кількість житлових будинків — 834
Кількість мешканців — 3935
Гміну створено на основі давніших гмін (самоврядних громад): Джурин, Бартошівці (за радянських часів хутір приєднано до Полівців), Полівці-Колонія (тепер Полівці), Джуринська Слобідка.
Гміна ліквідована 17 січня 1940 року із включенням сіл до Білобожницького району.